# Reino de Rarotonga

La bandera de Rarotonga 1858-1888 Las tres estrellas representan las tres tribus (vaka) de Rarotonga: Takitumu; Te Au O Tonga; Puaikura.

El Reino de Rarotonga, en idioma rarotongano : Mātāmuatanga Rarotonga, llamada así por la isla de Rarotonga, fue un reino independiente establecido en las Islas Cook en 1858. En 1888 se convirtió en un protectorado del Reino Unido por su propia solicitud. En 1893 el nombre fue cambiado a la Federación de las Islas Cook.

## Establecimiento
Después de la conversión temprana de un número importante de ariki (altos jefes), el apoyo al cristianismo aumentó rápidamente en todo el Grupo del Sur. Trabajando a través del ariki, los misioneros elaboraron un proyecto de código legal que, junto con la abolición de la violencia como medio de resolución de disputas, condujo a una estabilidad política sin precedentes. En 1881, la Oficina Colonial Británica decidió que los intereses de Nueva Zelanda en el área necesitaban algún tipo de protección contra las potencias extranjeras y el Gobierno británico concedió una petición por parte de comerciantes y plantadores europeos locales para el nombramiento de un Cónsul Británico no pagado para las Islas Hervey, como se conocía entonces al Grupo del Sur.

## Protectorado británico
En octubre de 1885, la Oficina Colonial aceptó una oferta de Nueva Zelanda, que en ese entonces era una colonia británica autónoma, para que Nueva Zelanda pagara un cónsul británico para Rarotonga, a condición de que fuera nominado por Nueva Zelanda y actuara como agente oficial del país. Este "residente" también debía actuar como asesor del ariki en la redacción y administración de leyes y firmaría todas las leyes de la legislatura local en nombre del Gobernador de Nueva Zelanda. También tendría derecho a rechazar la legislación propuesta. En 1888, la reina Makea Takau pidió formalmente a los británicos que establecieran un protectorado para evitar lo que ella creía que era una inminente invasión por parte de los franceses. El gobierno británico acordó permitir que su entonces vicecónsul en Rarotonga declarara un protectorado sobre las islas del Grupo del Sur para proteger a los isleños probritánicos y el comercio con Nueva Zelanda. La Oficina Colonial también decidió que algunas otras islas del Grupo del Norte deberían anexarse para su posible uso futuro como estaciones de cable transpacíficas.

## Federación
En 1890, el recién nombrado residente británico, Frederick Moss, persuadió a los ariki de Rarotonga para que formaran una legislatura o Consejo General provisional de Rarotonga, el primer gobierno de toda la isla. Al año siguiente, los representantes de los ariki de Rarotonga y de las islas del Grupo del Sur acordaron formar la primera legislatura federal en las islas. Sin embargo, el camino a través de la última década del siglo XIX estaba lejos de ser fácil y los numerosos cambios que tuvieron lugar no fueron bien aceptados por algunos ariki y miembros de la nobleza.

## Anexión
Los británicos eran administradores reacios y se les presionaba continuamente desde Nueva Zelanda y desde residentes europeos de las islas para que pasaran las Islas Cook a Nueva Zelanda. La mala sensación entre los isleños y Nueva Zelanda llegó a un punto en el que dos ariki le dijeron al primer ministro neozelandés, Richard Seddon, que los líderes tradicionales querían que las Islas Cook permanecieran anexadas a Gran Bretaña. El 27 de septiembre de 1900, el Parlamento de Nueva Zelanda aprobó la anexión de las islas a Nueva Zelanda y al mes siguiente el Gobernador de Nueva Zelanda, Lord Ranfurly, desembarcó en Rarotonga. Los cinco ariki y los siete jefes menores firmaron una escritura de cesión, y las Islas Cook fueron anexionadas por Nueva Zelandia el 7 de octubre de 1900 sin ningún debate o examen de sus ramificaciones o implicaciones.
El 11 de junio de 1901 se ampliaron las fronteras de Nueva Zelanda para incluir las Islas Cook, y se eliminó el poder del ariki.